# Jean-Noël Ferrari
Jean-Noël Ferrari (* 7. září 1974 Nice, Francie) je bývalý francouzský sportovní šermíř, který se specializoval na šerm fleretem.
Francii reprezentoval v devadesátých letech a v prvním desetiletí jednadvacátého století. Na olympijských hrách startoval v roce 2000 v soutěži jednotlivců a družstev a v roce 2004 v soutěži družstev. V soutěži jednotlivců postoupil na olympijských hrách 2000 do semifinále a obsadil čtvrté místo. V roce 1997 a 2003 obsadil třetí místo na mistrovství Evropy v soutěži jednotlivců. S francouzským družstvem fleretistů vybojoval na olympijských hrách 2000 zlatou olympijskou medaili. V roce 1999 a 2001 vybojoval s družstvem titul mistrů světa a v roce 2003 titul mistrů Evropy.